# Herinneringsmedaille aan het Zilveren Huwelijk van Hertog Alfred
De Herinneringsmedaille aan het Zilveren Huwelijk van Hertog Alfred (Duits: Medaille zur Erinnerungs die Silberne Hochzeit Herzog Alfreds) werd in 1899 werd ingesteld door de regerende hertog Alfred van Saksen-Coburg en Gotha.
Alfred, een zoon van koningin Victoria was sinds 23 januari 1874 gehuwd met de Russische tsarendochter grootvorstin Maria Aleksandrovna.
De herinneringsmedaille was van zilver en laat op de voorzijde de portretten van het jubilerende paar met daaronder lauweren en rozen zien. De voorzijde is gesigneerd ‘Max von Kawacrünski ad viv.ler’. Op de keerzijde is onder een stralende ster en het motto "TREU UND FEST" het gekroonde samengebonden alliantiewapen van het echtpaar afgebeeld. Onder de twee wapenschilden staat de datum "23 JANUAR". De achtergrond wordt door eikenblad en lauweren gevormd. Dergelijke herinneringsmedailles werden en worden aan de Europese hoven uitgereikt aan de gasten en de hovelingen. Omdat Alfred en Maria tot de Britse en Russische koninklijke en keizerlijke families behoorden werd de medaille aan tal van Europese vorsten verleend. Ook de hofhouding en zij die zich verdienstelijk maakten bij het voorbereiden en het welslagen van het feest werden vaak gedecoreerd.
De ronde zilveren werd met een gesoldeerd oog en een ring aan een bruin-wit-bruin-wit-bruin lint op de linkerborst gedragen. De medaille heeft een diameter van 34 millimeter en weegt 20,26 gram.
Het huwelijk dat met veel pracht en praal werd gevierd was slecht geweest. Alfreds enige zoon en opvolger Alfred deed tijdens de feestelijkheden een zelfmoordpoging met een vuurwapen en stierf twee weken later. Alfred gaf zijn vrouw hiervan de schuld en liet zich van haar scheiden. Om zijn leed te verzachten begon hij te drinken.